# Henkka Seppälä
Henri Samuli Seppälä (7 de junio de 1980), más conocido como Henkka T. Blacksmith, es un músico finlandés, reconocido por haber formado parte de la banda de metal finlandés Children of Bodom. 
Henkka es responsable de la voz de respaldo tanto en estudio como en directo. Henkka es un apodo muy común de Henri y seppä significa herrero en español. El motivo por el que tiene una T. en el medio de su nombre es por su apodo Torso.

## Biografía
Henkka nació en 1980 en Espoo, Finlandia. Empezó a tocar la guitarra a los once años. Sacó su gusto del metal de su hermano, escuchando a bandas como Slayer o Judas Priest con sus amigos. Antes de eso, sólo había tenido contacto con bandas de hard rock y glam metal como AC/DC, Guns n Roses o Mötley Crüe. Con el tiempo, su interés comenzó a inclinarse hacia las bandas más pesadas, hasta que, a principios de los años 90, descubrió el metal extremo, escuchando Burzum, Dissection, Cannibal Corpse, y Death.
Actuó en su primera banda a los 13 años. Se llamaba Aivokasvain (Brain Tumor) y tuvo a su novia Kery que después de unos años se separaron . Fue parte de la banda durante dos años, después cambió su guitarra por un bajo.
Cuando Samuli Miettinen cambió el nombre de la banda a Inearthed (el nombre original de Children of Bodom), en 1996, Henkka se unió a la banda, (porque se lo pidió el guitarrista y cantante, Alexi Laiho) y adoptó el bajo 5-string.
Él es el líder de la banda cuando se trata de entrevistas y apariciones públicas. Tal vez sea por el hecho de que habla finlandés, inglés, sueco, un poco de francés y algo de español, además es el miembro más equilibrado de la banda.
Estudia Ciencias Políticas e Historia Política en la Universidad de Helsinki cuando tiene tiempo, que no es demasiado a menudo. También le gusta el deporte, y le apasiona el fútbol. Sin embargo, también le gusta la natación. Henkka está completamente dedicado a Children of Bodom, y no tiene ningún trabajo aparte. Según él, las cosas más importantes de su vida son su familia y su banda.

## Discografía
Con Children of Bodom:

### Álbumes
- Something Wild (1997)
- Hatebreeder (1999)
- Tokyo Warhearts (Live CD, 1999)
- Follow the Reaper (2000)
- Hate Crew Deathroll (2003)
- Are You Dead Yet? (2005)
- Chaos Ridden Years - Stockholm Knockout Live (Live CD, 2006)
- Blooddrunk (2008)
- Skeletons in the closet (2009)
- Relentless Reckless Forever (2011)
- Halo of Blood (2013)
- I Worship Chaos (2015)
- Hexed (2019)

### Singles & EP
- Children of Bodom (Single, 1997)
- Downfall (Single, 1998)
- Hate Me! (Single, 2000)
- You're Better Off Dead!' (Single, 2002)
- Trashed, Lost & Strungout (EP, 2004)
- In Your Face (Single, 2005)

Con Inearthed:

### Demos
- Shining (Demo, 1996)

## Trivia
- Mide 184 cm.[1]